# حقل مغلق حقيقي
في الرياضيات، حقل مغلق حقيقي (بالإنجليزية: Real closed field)‏ هو حقل F، له نفس الخصائص من المستوى الأول، التي يملكها حقل الأعداد الحقيقية.